# Empodiodes melanoscopaeus
Empodiodes melanoscopaeus är en tvåvingeart som beskrevs av Jason Gilbert Hayden Londt 1992. Empodiodes melanoscopaeus ingår i släktet Empodiodes och familjen rovflugor. Inga underarter finns listade i Catalogue of Life.